# Stan Getz with Guest Artist Laurindo Almeida
Stan Getz with Guest Artist Laurindo Almeida, a veces abreviado o citado como Getz/Almeida, es un álbum de jazz/bossa nova del saxofonista estadounidense Stan Getz con el guitarrista brasileño Laurindo Almeida, grabado en marzo de 1963 y lanzado en noviembre de 1966, bajo el sello Verve Records.
Producido por Creed Taylor, Getz/Almeida está conformado en su mayoría por composiciones originales de Almeida, además de la participación de Getz como coautor de la última pista.
El álbum recibió críticas positivas al momento de su lanzamiento, sin embargo, no tuvo el mismo éxito comercial de sus antecesores, sin registrar posiciones en las listas de popularidad.

## Antecedentes y desarrollo
Stan Getz with Guest Artist Laurindo Almeida es el quinto álbum de bossa nova de Stan Getz, después de la exitosa recepción crítica y comercial de sus trabajos previos: Jazz Samba y Big Band Bossa Nova de 1962, Jazz Samba Encore! de 1963, y Getz/Gilberto de 1964.
Contrario a lo que se cree, Getz no fue el primer artista estadounidense en aventurar con el género nacido en Brasil en 1958, aunque los críticos coinciden en que fue el intérprete responsable de popularizarlo en los Estados Unidos desde 1962.
Por otra parte, Laurindo Almeida, guitarrista brasileño, había llegado al país norteamericano en 1947 trabajando con varios músicos de jazz, y ya en 1957 participó en la grabación de "Baia" (original de Ary Barroso) realizada por Herbie Mann, considerado el primer acercamiento a la samba por músicos estadounidenses.
En 1963, cuando la bossa nova estaba en pleno auge, Getz con el productor Creed Taylor llevó a cabo la producción, en el período de un mes, de tres álbumes acompañado de músicos brasileños: Jazz Samba Encore! con Luiz Bonfá, Maria Toledo y Antônio Carlos Jobim, Getz/Gilberto con João Gilberto, Jobim y Astrud Gilberto, y por último Getz/Almeida, en compañía del guitarrista.
El álbum fue grabado el 21 y 22 de marzo del mismo año, en el Webster Hall de la ciudad de Nueva York.
Sin embargo, las fechas de lanzamiento fueron programas de manera tal que no afectaran las ventas de cada uno. Jazz Samba Encore! fue lanzado en abril de 1963, logrando un éxito moderado en las listas. Getz/Gilberto fue liberado en marzo de 1964, y fue un rápido éxito crítico y comercial. Getz/Almeida, por su parte, fue lanzado en noviembre de 1966.

## Contenido
Getz/Almeida consiste en seis piezas, de las cuales dos son versiones, y las otras cuatro son originales. Su sonido es menos comercial que sus antecesores.
El álbum inicia con "Menina moça", compuesta por Luiz Antônio e interpretada por Paulinho Nogueira en su álbum Brasil, violão e sambalanço de 1960. La segunda pista, "Once Again (Outra vez)", fue grabada por primera vez en 1958 por Elizeth Cardoso, una de las primeras figuras de la bossa nova en Brasil, para el influyente álbum Canção do Amor Demais. "Winter Moon", la última composición del lado A, fue escrita por Almeida y Portia Nelson.
El lado B abre con "Do What You Do, Do", compuesta por Almeida y Jeanne Taylor, continuando con "Samba da Sahra". La última pista, "Maracatu-Too", fue coescrita por Getz, una de sus pocas colaboraciones como compositor.

## Carátula
A diferencia de sus trabajos anteriores, Getz/Almeida no incluye alguna pintura de Olga Albizu, sino que es la imagen de un mosaico en tonos ocres, acompañado de un fondo café. El diseño estuvo a cargo de Alberta Hutchinson y Acy R. Lehman.

## Recepción crítica
El álbum recibió críticas positivas al momento de su lanzamiento.
Richard S. Ginell de Allmusic escribió: "tres semanas después de completar su recunión con Luiz Bonfá y solo dos días después de las sesiones de Getz/Gilberto, Stan Getz regresó al estudio grabando más bossa nova. El productor Creed Taylor estaba obviamente sorprendido mientras el hierro estaba caliente, participando en tantas sesiones brasileñas como pudo, sin embargo, la calidad de la música permaneció constantemente maravillosa. Continuando con su práctica de tocar con un guitarrista estrella tras otro, esta vez Getz tiene a Laurindo Almeida como el "hombre-ritmo" designado, compositor destacado y solista. La sección de ritmo es una mezcla auténticamente oscilante de acompañantes estadounidenses (incluidos Steve Kuhn en piano y George Duvivier en contrabajo) y percusionistas brasileños. A Almeida no le gustaba improvisar, por lo que sus solos permanecen cerca de las melodías, inflexionado con una sensación perfectamente combinada para el ritmo junto con el equilibrio clásico. "Outra vez" de Jobim es un ejemplo particularmente encantador de la libertad de Getz y el liricismo sin esfuerzo contrastado con el bordado anclado de Almeida. Sesiones como estas podrían haber sido vistas como una ganancia en el auge de ese momento, sin embargo, a la larga, uno debería estar agradecido de que estos músicos estuvieran grabando tanto material apreciable." Finalmente, Ginell citó como pistas destacadas (track pick) a "Menina moça" y "Once Again (Outra vez)".
Billboard en su edición del 3 de diciembre de 1966 publicó: "otro triunfo para Stan Getz, con Laurindo Almeida (guitarra) y un excelente grupo de especialistas latinos, el saxofonista olea a través de seis pistas brasileñas. Atractivamente empaquetado y bellamente producido, este álbum debería funcionar muy bien en el mercado pop-jazz."
Tom Hull, crítico musical especializado en jazz le otorgó una calificación de "A-" en su guía en línea Tom Hull Music Database.
Andrew Velez, de All About Jazz, comentó: "esta es música que puede ser imposible de escuchar mientras se permanece quieto. En el instante en que Stan Getz y Laurindo Almeida despegan con "Menina moça", comienza la fiesta. Aunque las actuaciones son magistrales, nada trata de presumir. Esta es música de gran belleza en un ambiente totalmente relajado. En la década de 1960, Almeida ya era un veterano del West Coast jazz con la big band de Stan Kenton. Kenton escuchó por primera vez al guitarrista en Brasil, lo persuadió para que viniera a los Estados Unidos y le dio un gran éxito con "Peanut Vendor". Fue Almeida quien introdujo el sonido brasileño en un contexto de jazz. Este conjunto clásico fue parte del fenómeno internacional de bossa nova y una ola que Getz montó durante un período de gran éxito en su carrera. La propia melodía de Almeida, "Samba da Sahra", es típica de la frescura duradera de la música. Comienza con su sencillo rasgueo en solitario hasta una sutil inserción de ritmos latinos de Luiz Parga y José Paulo, tan discretos que parecen estar saliendo de la guitarra de Almeida. Getz facilita e introduce calor fácil en la ecuación. Las lamidas de Getz pueden ir de templadas a calientes, relajantes y luego suavemente subiendo el ritmo. A lo largo Almeida continúa rasgueando innumerables modulaciones mientras establece un ritmo que tiene un vigor zen. "Maracatu-Too", una melodía suya y de Getz, cierra el set y patea las cosas. Es otro ejemplo de notable sincronización que refleja la matriz musical de la época. Tanto los ritmos brasileños como el jazz se juntaron para crear una nueva unión musical que sigue siendo duraderamente satisfactoria."
En 2008, Verve Records lanzó el box set Stan Getz: The Bossa Nova Albums donde recopila cinco de sus más importantes álbumes de la época: Jazz Samba (1962), Big Band Bossa Nova (1962), Jazz Samba Encore! (1963), Getz/Gilberto (1964) y Getz/Almeida (1966). Sobre éste Chris May de All About Jazz escribió: "Getz/Almeida se grabó solo dos días después de Getz/Gilberto, pero para molestia de Getz no se lanzó hasta 1966, cuando la bossa nova había superado su cénit comercial. Milton Banana es reemplazado por otros bateristas, relevado por Luiz Parga y José Paulo en percusión, en un set puramente instrumental. Con la mayoría de las pistas bordeando los cinco o seis minutos ("Once Again" de Jobim dura casi siete), y Almeida más feliz como compositor y acompañante que como solista, Getz tiene más espacio para extenderse. Jobim contribuye con dos solos de piano vibrantes (y sin acreditar), en la apertura de "Menina moça" y el cierre de "Maracatu-Too". El ritmo es rápido –la única melodía lenta es "Winter Moon" de Almeida y Portia Nelson– y con Jazz Samba Encore! el ambiente es consistentemente más "caliente" que en los otros tres álbumes. Getz/Almeida es el menos conocido del box set de cinco álbumes, pero es otra obra maestra, con su propio carácter distintivo."

## Recepción comercial
A diferencia de sus antecesores, Getz/Almeida no tuvo impacto en las listas de popularidad y no tuvo éxito comercial. Los críticos asocian este fracaso a que la locura por la bossa nova había terminado, además del eclipse que sufrieron otros de sus trabajos, como Getz/Gilberto Vol. 2 (lanzado en abril de 1966) debido al enorme impacto de Getz/Gilberto dos años antes.

## Lista de canciones

### Versión LP
- Lado A

| N.º | Título                     | Escritor(es)                     | Duración |  |
| 1.  | «Menina moça (Young Lady)» | Luiz Antônio                     | 5:45     |  |
| 2.  | «Once Again (Outra vez)»   | Antônio Carlos Jobim             | 6:45     |  |
| 3.  | «Winter Moon»              | Laurindo Almeida · Portia Nelson | 5:15     |  |

- Lado B

| N.º | Título               | Escritor(es)            | Duración |  |
| 4.  | «Do What You Do, Do» | Almeida · Jeanne Taylor | 4:31     |  |
| 5.  | «Samba da Sahra»     | Almeida                 | 4:50     |  |
| 6.  | «Maracatu-Too»       | Almeida · Stan Getz     | 4:57     |  |

### Versión CD + Bonus track
| N.º | Título                     | Escritor(es)                     | Duración |  |
| 1.  | «Menina moça (Young Lady)» | Luiz Antônio                     | 5:45     |  |
| 2.  | «Once Again (Outra vez)»   | Antônio Carlos Jobim             | 6:45     |  |
| 3.  | «Winter Moon»              | Laurindo Almeida · Portia Nelson | 5:15     |  |
| 4.  | «Do What You Do, Do»       | Almeida · Jeanne Taylor          | 4:31     |  |
| 5.  | «Samba da Sahra»           | Almeida                          | 4:57     |  |
| 6.  | «Maracatu-Too»             | Almeida · Stan Getz              | 5:00     |  |
| 7.  | «Corcovado»                | Jobim · Gene Lees                | 5:11     |  |

## Personal

### Producción
- Producido por Creed Taylor para Verve Records.
- Ingeniería (dirección): Val Valentin.
- Notas de álbum: James T. Maher.
- Obra de arte (carátula): Alberta Hutchinson.
- Diseño (carátula): Acy R. Lehman
- Grabado en Webster Hall, Nueva York, 21 y 22 de marzo de 1963

### Músicos
- Stan Getz - saxofón tenor
- Laurindo Almeida - guitarra
- George Duvivier - contrabajo
- Dave Bailey: batería
- Edison Machado: batería
- José Soorez: batería
- José Paulo: percusión
- Luiz Parga: percusión